# Kuinre
Kuinre (vroeger ook Kuinder, Nedersaksisch: De Kuunder) is een kerkdorp en een voormalige gemeente in de huidige gemeente Steenwijkerland in de Nederlandse provincie Overijssel. De inwoners worden Kuundersen genoemd. Kuinre lag vroeger aan de monding van de rivieren de Linde en de Tjonger. De laatste wordt in Overijssel de Kuinder genoemd en in het Stellingwerver dialect de Kuunder.
Het dorp werd naar verluidt gesticht door vissers, die huizen bouwden op de landtong tussen beide rivieren. De monding van beide rivieren was een van de beste natuurlijke havens van de Zuiderzee. Kuinre groeide uit tot een bescheiden vissers- en havenplaatsje. De oude haven is nog te bezichtigen in het Kuinderbos, dat is gelegen aan de rand van het dorp. De bewoning aan de Hopweg in het bos en de camping die aan Kuinre vast is gelegen en tegenover het bos is gelegen, vallen qua adressering onder Luttelgeest maar worden meestal tot het dorp Kuinre gerekend. Zo kan men zeggen dat Kuinre deels in de provincie Flevoland is gelegen.

## Geschiedenis

### Middeleeuwen

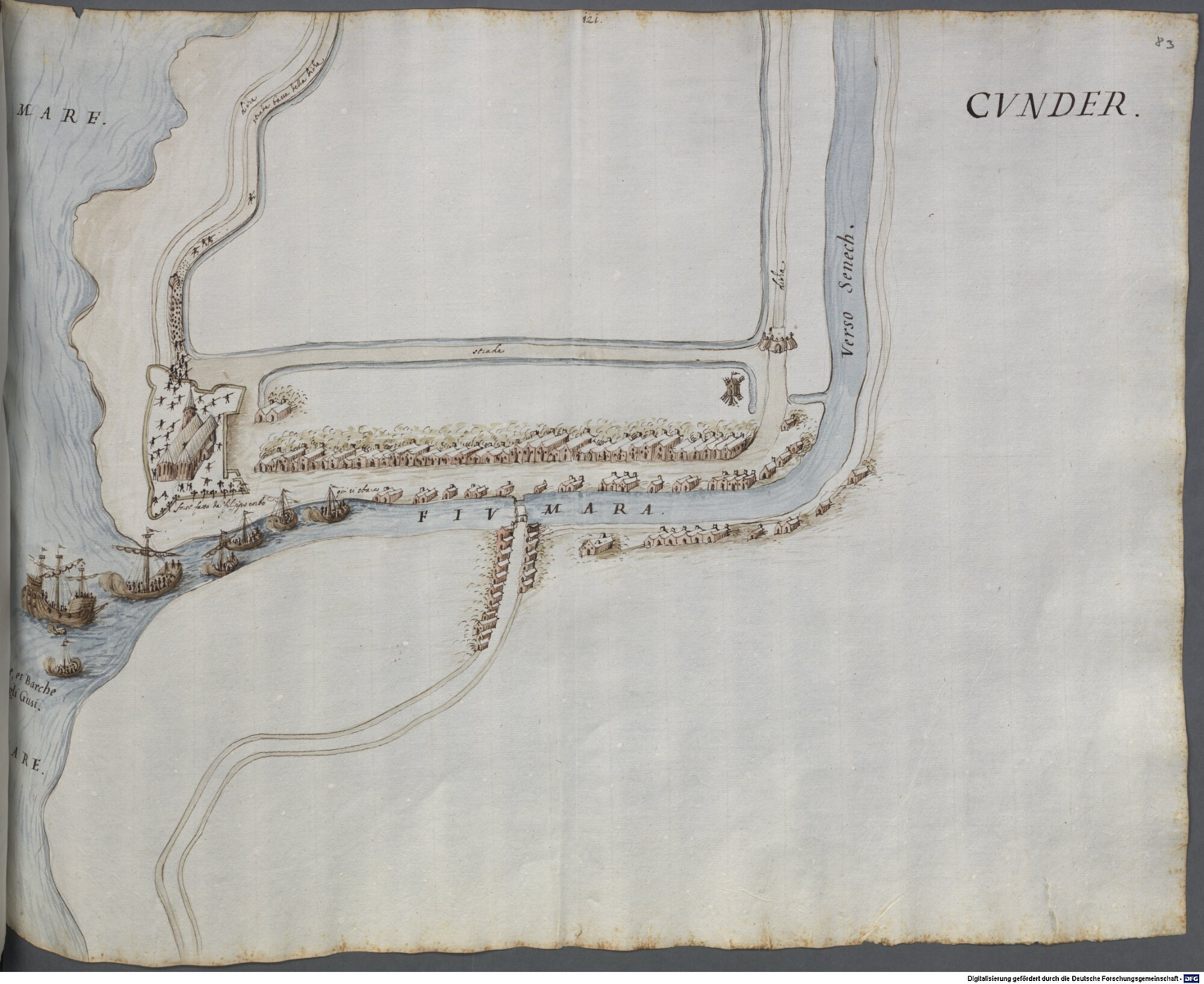
De haven en vesting van Kuinre in 1572, afgebeeld in de De Robles Atlas te München

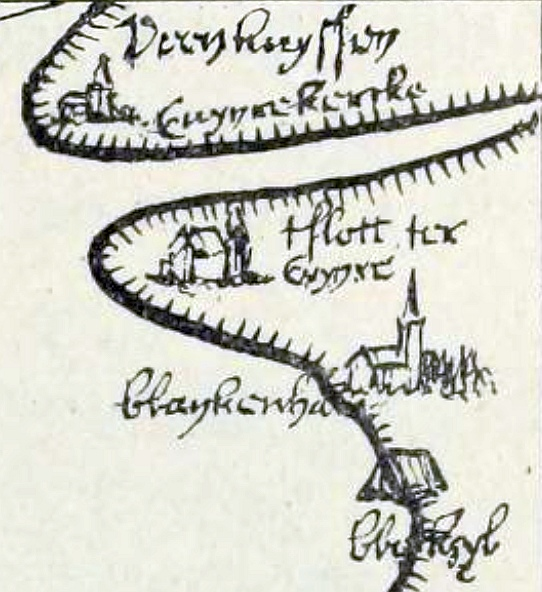
Kuinre en omgeving in 1534. Uitsnede uit de 'Kaart van de limieten van Overijssel, anno 1534', door Abell van Colster en Gillein Zeygers (Stadsarchief Kampen)

De veenontginningen begonnen vermoedelijk al in de 10e eeuw vanaf de oever van de Oude Kuinder, die ten oosten van het huidige dorp door de velden slingerde en vervolgens afboog in de richting van de Steenwijker Aa bij Blokzijl. Pas later brak de Zuiderzee hier door. Archeologische vondsten op de bodem van de Noordoostpolder, ten zuidoosten van het dorp, doen hier het oorspronkelijke dorp Kuinre vermoeden.
De oudste notities waarin sprake is een kerkdorp Cunre, Kuinre of Kunre dateren van het begin van de 12e eeuw. De spellingsvorm Cuijnder wordt vermeld in 1523.
In 1118 kreeg bisschop Godebald van Utrecht de beschikking over een huis met weilanden in de omgeving van Kuinre, dat Zwaag werd genoemd (Swechus dicitur, juxta Cunre). Vermoedelijk gaat het daarbij om de landerijen van de latere Kuinderburcht. Deze landerijen waren al geruime tijd kerkbezit.   
De kerk of kapel van Cunre viel in 1132 onder het gezag van de abt van het Sint-Odulfusklooster te Stavoren. Bisschop Godfried gaf daarna in 1165 toestemming aan een groep Friese kolonisten uit de Lindevallei (Lammebruke) om in de omgeving van Kuinre een nieuw kerkdorp te stichten. Het nieuwe dorp lag tussen de Oude Linde en de Kuinder, en werd begrensd door de sloot Rutherikesdole en de buurtschap Wiberburen (Wibernessate). Wellicht gaat het om het Bedijkte Rondebroek ten oosten van het huidige dorp.  
Waarschijnlijk al de 12e eeuw werd het Kuindervaart gegraven, die het water van Kuinder en Linde direct naar zee afvoerde. Op de westelijke kanaaloever ontstond een langgerekt dijkdorp die de directe voorloper was van het huidige Kuinre. Iedere bewoner bezat een smalle kavel, die 'perk' werd genoemd. Vermoedelijk was er tevens sprake van een grote spuisluis of zijl. Het buurrecht van 1385 spreekt uitdrukkelijk van zeijl en zeijlroeden (sluis en afwateringskanalen). Waar deze zijl zich heeft bevonden, is moeilijk te achterhalen. 
In 1243 worden hier drie kerkdorpen genoemd, namelijk Kuinre (Kunre), Veenhuizen (Fenehusum) en Kuinrezijl (Kunresijl). De kerk van Kuinre wordt opnieuw vermeld in de jaren 1275-80. De dorpsheer noemde zich in 1304 Henricus, ridder van Kunresile. In 1385 had Kuinre twee buurtschappen of kluften, die in 1448 Olden Cuynre en de Nye stadt werden genoemd. De oorspronkelijke dorpskerk van Kuinre was misschien al eerder in zee verdwenen, waarna de parochie met die van Kuinrezijl is gefuseerd. De Kunre zyl wordt nog in 1398 genoemd, maar daarmee werd het huidige dorp Kuinre bedoeld. Ook het Traktaat van de Zeven Friese Zeelanden uit dezelfde tijd gebruikt de naam Kunersyl als aanduiding voor de hele heerlijkheid.
In 1337 vroegen de inwoners van Kuynre en Venehusen bescherming aan de graaf van Holland. Het dorp Veenhuizen bevond zich om in de omgeving van het Achterveen in de Buitenpolder. Op luchtfoto's van het huidige Kuinderbos zijn sporen van dit buitengedijkte dorp te zien. Archeologisch onderzoek heet aangetoond dat het Veenhuizen van de 14e tot de 17e eeuw moet zijn bewoond. Een oudere voorloper van dit dorp lag mogelijk enkele kilometers verder zuidelijk, waar eveneens archeologische sporen zijn gevonden.
De parochie van Kuinre was volgens een notitie uit 1549 gewijd aan de heilige Nicolaas en had behalve een dorpspastoor maar liefst zes vicariën, aan ieder waarvan een geestelijke was verbonden. Dit aantal geeft aan dat Kuinre een drukke havenplaats was. De burgers kregen in 1385 een eigen buurrecht en het recht een jaarmarkt te houden, die rond Allerheiligen plaatsvond. De nederzetting had in 1448 een boterwaag up den dyck langs de Kuindervaart, waar ook de markt werd gehouden. In 1504 telde Kuinre 159 huizen met naar schatting 600 tot 800 inwoners. Rechtspraak en bestuur waren in handen van schout en schepenen (sinds de 17e eeuw schout en burgemeesters), al had de dorpsheer (en later de bisschoppelijke ambtman) wel een flinke vinger in de pap. Pas in de 17e eeuw werd Kuinre niet meer tot de kleinere Overijsselse steden gerekend. In de volksmond bleef men echter over Kuinre spreken alsof het wel degelijk een stadje was.  
Kuinre fungeerde in de 15e en 16e eeuw vooral als voorhaven voor Kampen. Uit grafelijke rekeningen in Holland blijkt dat meerdere schippers beschikten over grotere handelsschepen of koggen, die ook wel koeynre kogghen werden genoemd. De inwoners hadden vooral goede betrekkingen met het zuiden van Friesland, met name Schoterland, Oosterzeesterland en de Stellingwerven, die zich aan het bisschoppelijke gezag hadden onttrokken. Uitgevoerd werden vooral producten uit het Friese achterland, als takkenbossen, turf en vetgemest vee, terwijl vis en bier werden aangevoerd. Het dorp had een schippersgilde (1597), een bakkersgilde en een kleermakersgilde. 
De oorspronkelijke zeesluis moet voor 1433 zijn weggespoeld, waardoor de rivier in open verbinding met de zee kwam te staan. Het Rondebroek werd toen opnieuw bedijkt. De inwoners van Schoterland besloten in 1474 een eigen scheepvaartsluis in de Tjonger te bouwen, de Schoterzijl. In 1580 werd verder stroomafwaarts een nieuwe sluis gebouwd, de Slijkenburgerzijl.
De dorpen rond Kuinre hadden meermalen te kampen met oorlogsgeweld en stormvloeden. Doordat het maaiveld daalde, kwam het gebied geleidelijk onder de zeespiegel te liggen. De vicarie van het Maria-altaar was bijvoorbeeld afkomstig van het verlaten kerkdorp Veenhuizen (Veenhuijsen), dat bij een van de vele dijkdoorbraken in de 16e eeuw grotendeels door de zee werd overspoeld. De burcht was al in 1378 verplaatst.  Kuinre zelf werd in 1522 door Gelderse troepen in de as gelegd, alleen de burcht en de kerk bleven staan. Niet lang daarna werd ook de burcht gesloopt. Twee kaarten uit de jaren 1534/1535 tonen tslott ter Cuynre, de Cuynre kercke en de ruïnes van het dorp Veenhuyssen. In 1559 was sprake van het "erf van Veenhuizen", wellicht het voormalige kerkhof bij de dijk. De rooilijn van Veenhuizen naar Emmeloord gold als de grens tussen Friesland en Overijssel. Ver in zee lagen bovendien de restanten van de oorspronkelijke nederzetting Veenhuysen.

#### Kuinderburcht I
In de tweede helft van twaalfde eeuw (tussen 1165 en 1197) werd aan de Kuindervaart een mottekasteel gebouwd met een diameter van 30 meter, de Kuinderburcht I, als steunpunt voor de bisschop van Utrecht. Het gebouw lag zo'n 800 meter ten zuiden van de huidige dorpskern. 
Rond 1200 is sprake van de bezittingen van de bisschop te Kuinderberg (in monte Cunre). In 1331 wordt gesproken van de Aldenberg ten (zuiden?) van het dorp Kuinre. Vermoedelijk wordt hiermee de motte van de eerste Kuinderburcht bedoeld. Dit heeft overigens niets te maken huidige Kuinderberg, die is ontstaan als vuilstortplaats. 
Spoedig kwam de burcht in handen van Heynric die Crane, heer van Kuinre en ministeriaal van de bisschop van Utrecht. Van Heynric die Crane werd verwacht dat hij de burcht bewaakte, en toezicht hield op het waterrijke omliggende gebied, dat ongeveer zo groot was als de huidige Noordoostpolder. In deze tijd streed de bisschop van Utrecht met Willem I, graaf van Holland, om zoveel mogelijk land te bemachtigen. De heer van Kuinre verzette zich hevig tegen het gezag van Willem I, maar in 1197 werd de burcht verwoest, en de heer van Kuinre verdreven. Volgens Hollandse kronieken werd Hendrik bestraft, omdat hij het de Friezen zo moeilijk gemaakt had.
Uiteindelijk kwamen Willem I en de bisschop van Utrecht, Dirk van Are, tot een overeenkomst en kreeg Heynric de Crane zijn verwoeste burcht en zijn rechten terug in 1204. Er werd een nieuwe burcht gebouwd, eveneens een mottekasteel met een diameter van 30 meter. Deze burcht bestond uit een bakstenen ringmuur met spaarbogen, gefundeerd op stiepen van hout. De burcht werd meer landinwaarts gebouwd, om de invloed van de gulzige Zuiderzee te vermijden. Door de getijdenwerking en stormvloeden kalfde het land af. Restanten van de burcht zijn teruggevonden toen de Noordoostpolder werd aangelegd en het gebied werd drooggemaakt. De burcht van Kuinre is in 1946 gereconstrueerd, en sindsdien te bezichtigen in het Kuinderbos.

#### Ministaat en piratennest
Kuinre was strategisch gelegen. Van hieruit konden routes van en naar de IJsselmonding worden gecontroleerd, evenals de rivieren Tjonger/Kuinder en Linde (waarop ongetwijfeld tol werd geheven). De heren van Kuinre, die de heerlijkheid in leen hielden van de bisschop van Utrecht, gingen al snel een meer zelfstandige koers varen. Kuinre werd niet alleen een piratennest, maar ook een ministaatje, een "kleine landsheerlijkheid". De heren van Kuinre gaven munten uit, waarop ze zichzelf graaf (comes) noemden, regerend over de vrije stad (civitas) Kuinre. In de 14e eeuw maakten deze heren zich herhaaldelijk schuldig aan piraterij, en overvielen en plunderden handelsschepen die over de Zuiderzee voeren. Hanzesteden als Zwolle, Kampen, Deventer en Stavoren beklaagden zich over deze misdragingen. Er werd vermoedelijk ook gedaan aan valsmunterij, dat is het nabootsen van munten van machtiger vorsten.
De heren van Kuinre stonden bekend als de hardnekkigste zeerovers van Noord-Nederland, te vergelijken met bekende roofridders als Zweder van Bentheim, Herbrun van Putten ("de gesel der Veluwe"), Zweder van Voorst en verschillende krijgsheren uit Oost-Friesland. Het kasteel lag ook op een uitermate strategische locatie ten opzichte van de handelsroutes naar het Oostzeegebied. Kooplieden uit Danzig (Gdańsk) en Hamburg werden nogal eens opgebracht en voor losgeld vastgezet op het slot te Kuinre.

#### Kuinderburcht II
In de tweede helft van de 14e eeuw moesten de heren van Kuinre hun gebouwen opnieuw opgeven en een nieuwe plek elders zoeken. Hierbij moet de vernatting en verzilting van de omgeving een rol hebben gespeeld. De oude burcht werd in 1378 vervangen door een nieuwe burcht (ook een mottekasteel), de Kuinderburcht II, op een kwelder (1,32 m +NAP) enkele honderden meters noordelijker, op de andere oever van de rivier de Kuinder. 
De keuze voor de bouw van een nieuwe motte, tegen de gangbare modes in, had misschien symbolische betekenis. Enerzijds als eerbetoon aan het voorvaderlijke stamslot, anderzijds vanwege het statuskarakter. De ronde vorm bood bovendien beter weerstand tegen de ondermijnende invloed van de zee.
Uiteindelijk verloren de heren van Kuinre hun machtspositie. De bisschop van Utrecht wilde zijn territoriale macht zeker stellen, en daarvoor was het bezit van de burcht en de heerlijkheid van Kuinre van groot belang. In 1395 had de bisschop tijdens een veldtocht de opstandige heer van Coevorden op de knieën gedwongen. Ook Albrecht van Beieren slaagde er in 1398 in de 'gemene meente' van Kuinre samen met de Stellingwervers en Schoterlanders aan zijn zijde te krijgen. Herman III van Kuinre voelde de vernedering aankomen en verkocht in 1407 de Kuinderburcht (dat huis metten berge) met de daaraan verbonden heerlijkheid aan de bisschop. De aankoop werd gefinancierd door de steden Kampen, Zwolle en Deveter, die in ruil voor hun steun tolvrijheid kregen. De burcht werd in handen gegeven van een bisschoppelijke kastelein. De heren van Kuinre bleven wel in het bezit van Urk en Emmeloord (Schokland), die ze van andere gerechtigden hadden teruggekocht. 
Ongeveer tegelijkertijd met de bouw van de Kuinderburcht II, kwam het dorp Kuinre tot bloei. Maar men ook te maken met tegenslagen. Aan het einde van de 15e eeuw, rukte de Zuiderzee steeds verder op in noordoostelijke richting. De nieuwe burcht liep bij stormvloeden veel schade op. 
Ook volgden er nog een jarenlange strijd om de burcht tussen de hertog van Gelre en de bisschop van Utrecht (tussen 1510 en 1527). Om deze ruzie te sussen werd er beroep gedaan op Karel V, die alleen optrad op voorwaarde dat hij als landsheer werd erkend. Enkele jaren daarvoor was Karel V erkend als landsheer in Friesland. Hierdoor lag de burcht van Kuinre niet meer op de grens van twee gebieden, met verschillende soevereinen. Het verloor zijn strategische rol, en niet veel later werd de burcht ontmanteld. Restanten hiervan werden later opgeslokt door de steeds meer opdringende Zuiderzee.

### Crisis en verval
Ten tijde van de Tachtigjarige Oorlog werd rondom de Nicolaaskerk de Kuinderschans aangelegd; een van de verdedigingswerken langs de Zuiderzee. Bij de aanleg van de wijk Overhavendijk in 2005 zijn op deze plek restanten van woningen en graven gevonden. Volgens de kaart van de vesting Kuinre, die Caspar de Robles in 1572 liet maken, ging het vermoedelijk om een tweeschepige hallenkerk met een dubbel koorabsis en een vermoedelijk vrijstaande toren. De kerk ging bij de krijgshandelingen in 1672 in vlammen op; alleen de toren bleef staan. In 1678 werd een nieuwe kerk in het huidige dorp gebouwd. Het oude kerkhof was nog in 1721 in gebruik als begraafplaats, maar de schans verdween daarna geleidelijk in zee. Bij extreem laag water in 1842 waren de zerken en restanten van muurwerk zichtbaar.  
Net als de andere Zuiderzeesteden had Kuinre na 1650 sterk te lijden onder de verplaatsing van de handel naar Amsterdam, toenemend geldgebrek en slechte onderhouden dijken. De Buitenpolder achter Kuinre moest in 1702 worden buitengedijkt en werd nog slechts beschermd door een 2 meter hoge kadedijk. 
In de tweede helft van de 18e eeuw was Kuinre een simpel vissers- en boerendorp geworden. Wel profiteerde Kuinre van de opkomst van grootschalige veenderijen in Friesland. De haven dreigde echter door het ontstaan van het Wellerzand ontoegankelijk te worden. Vanaf 1743 werd onder toezicht van de Directie van Scheepsdiep te Kuinre een nieuwe buitenhaven aangelegd, beschermd door de Overhavendijk.
De kerk was al snel bouwvallig en moest herhaaldelijk vernieuwd worden. Ten gevolge van de stormvloed van 1825 was het gebouw nagenoeg onbruikbaar. Bij een grote restauratie in 1844 bleef alleen de onderbouw staan.

### Na 1800
Sinds 1811 was Kuinre een zelfstandige gemeente, maar ging in 1973 op in IJsselham. Sinds 2001 is Kuinre onderdeel van de gemeente Steenwijkerland. Als gemeentehuis diende de waag, gebouwd in 1776 ter vervanging van een ouder gebouw uit 1648.
In 1825 overstroomde bijna heel Noordwest Overijssel en vielen er veel slachtoffers. Om de inwoners van Kuinre en zijn achterland beter te kunnen beschermen werd in de jaren 1842 tot 1845 een waaiersluis gebouwd in de monding van de Linde (de voormalige Kuindervaart. Tevens werd het Nieuwe Kanaal gegraven, die het water van de Bijlinde of Buiten Tjonger direct naar de nieuwe sluis leidde. De Schoterzijl werd omgebouwd tot schutsluis. De dorpsbebouwing kwam door deze maatregelen min of meer op een eiland te liggen en werd afgesneden van achterland in de Buitenpolder. Buitendijks legde men in de luwte van de Overhavendijk een nieuwe buitenhaven aan.  Door al deze maatregelen verviel de schurende werking van eb en vloed vanuit de Zuiderzee. De binnenhaven van Kuinre verzandde langzamerhand.
Door de aanleg van de Afsluitdijk in 1932 en het inpoldering van de Noordoostpolder in 1942 werd Kuinre afgesloten van het open water en raakte het in een isolement. In de oorspronkelijke Zuiderzeewerken werd nog gesproken over een sluis in Kuinre, die het dorp via een randmeer zou verbinden met open water. Door bezuinigingen kwam het plan te vervallen. Dat leidde tot felle protesten in 1939, waarbij actie werd gevoerd voor aansluiting bij de provincie Friesland. Kuinre werd als het ware een vergeten dorp, ingeklemd tussen het oude en nieuwe land. De oude sluis had geen nut meer en de Linde veranderde in een stilstaand, stinkend watertje dat later deels werd gedempt.
In de tweede helft van de 20e eeuw zorgde de opkomst van de watersport voor nieuwe kansen. De oude sluis werd weer uitgegraven en men begon aan de restauratie van de vaarroute. Hierdoor ontstond een verbinding tussen de Linde, de Kuunder, de Overijsselse meren en de Friese meren, die werd heropend in 1990.

## Kuunderpunter
Punter is de verzamelnaam van diverse typen kleine open platbodems, met name ontwikkeld voor rivieren, delta's en veengebieden in Nederland, maar er zijn ook zeewaardige punters bekend. Punters worden gekenmerkt door een nagenoeg platte onderkant, een rechte, sterk hellende stevens en hoekige spanten. Punters zijn schepen van gemiddeld 5 tot 8 meter lang, en hebben een diepgang rond de 10 centimeter. Hierdoor zijn ze uitermate geschikt voor moerasachtige gebieden en werden ze gebruikt voor het vervoeren van o.a. turf, riet en koeien. Echter, de scheepjes zijn ook goed te gebruiken in de visserij, zo ook in de Kuinre. De benaming komt veelal voort uit de plaats of streek waar het type boot vandaan kwam, vandaar de benaming 'Kuunderpunter'.
Doordat de visserij abrupt tot een einde kwam door de inpoldering van de Zuiderzee, kwamen vele boten te verpieteren. Zo ook de KU-11. Deze eikenhouten punter met zeil werd in 1912 voor de Kuinder visserman Kok in Vollenhove gebouwd. Ten gevolge van de inpoldering werd het schip verkocht aan een recreant en na een aantal omzwervingen kwam het stil te liggen in Zwartsluis.
Gelukkig werd het schip ontdekt en weer in oude staat hersteld. Sinds enkele jaren is het schip in eigendom van SKIP, Stichting Kuinre In Promotie, die het culturele erfgoed tracht te onderhouden. De KU-11 werd de laatste Kuunderpunter die nog gerestaureerd kon worden, en vaart nog in de wateren in Noordwest Overijssel.

## Het Kuundersfeest
Om de drie jaar viert Kuinre het "Kuunderfeest" in september. De eerste zaterdag van de maand september is hierin leidend. De dinsdag voor de eerste zaterdag van september wordt het startsein gegeven voor het Kuunderfeest. Elke straat in Kuinre wordt versierd, de 5 mooist versierde straten krijgen een geldprijs en de eerste prijs is voor drie jaar lang de 'mooiste buurt'. Op vrijdag is er een optocht die door heel Kuinre rijdt. Op zondag wordt het Kuundersfeest afgesloten op het Waagplein.

## Galerie

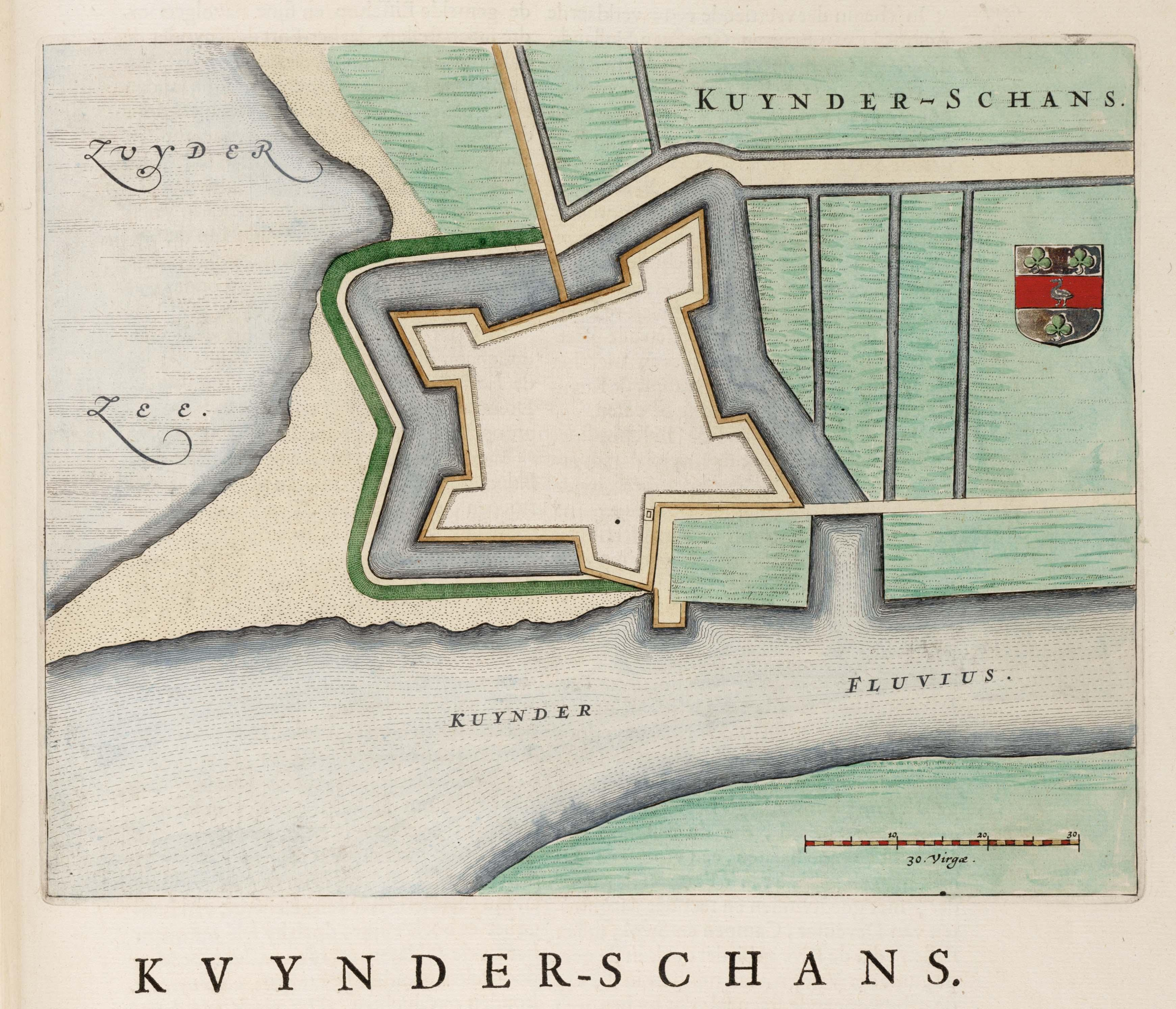
Kuinderschans
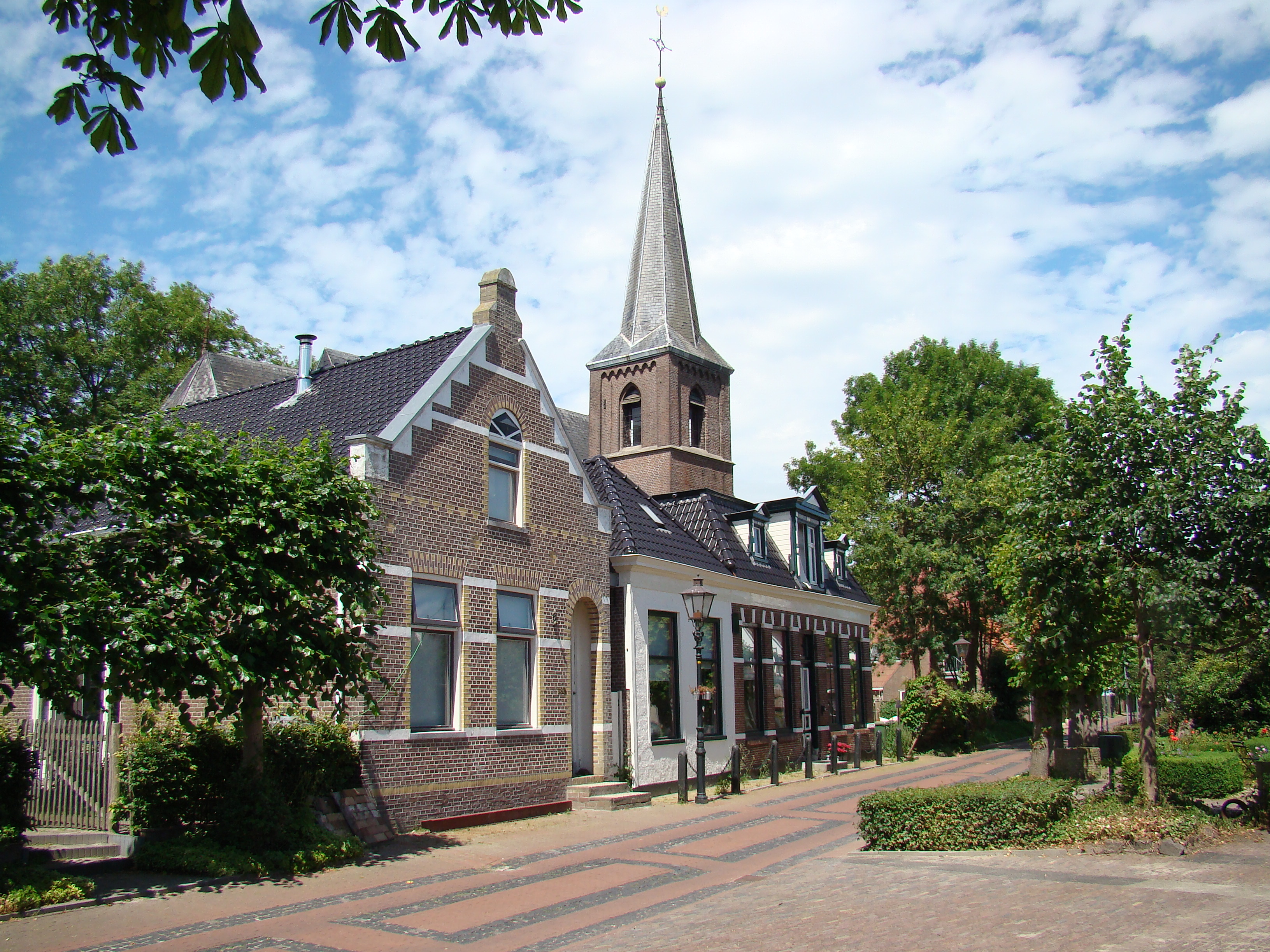
Kerk
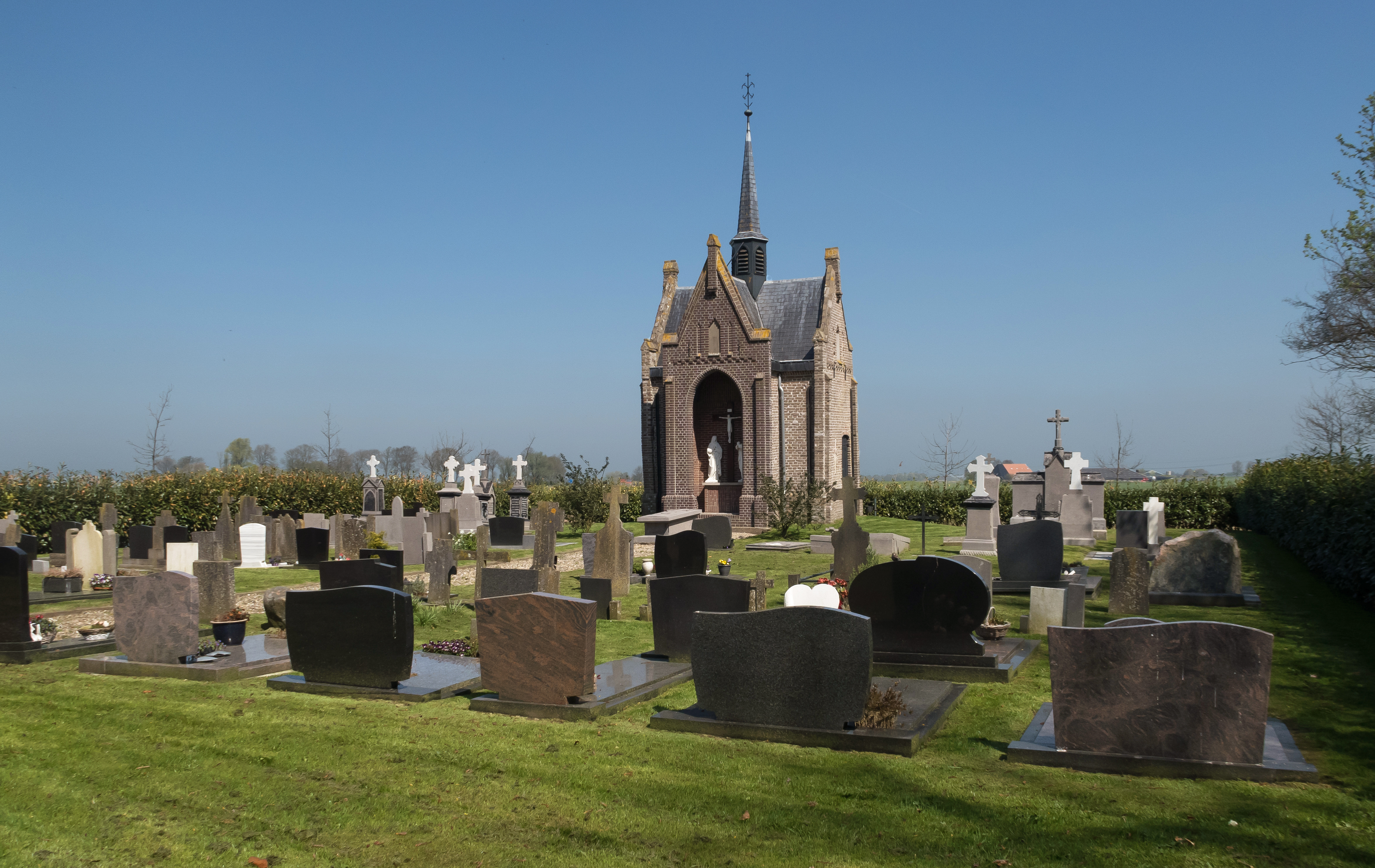
Rooms Katholieke Begraafplaats
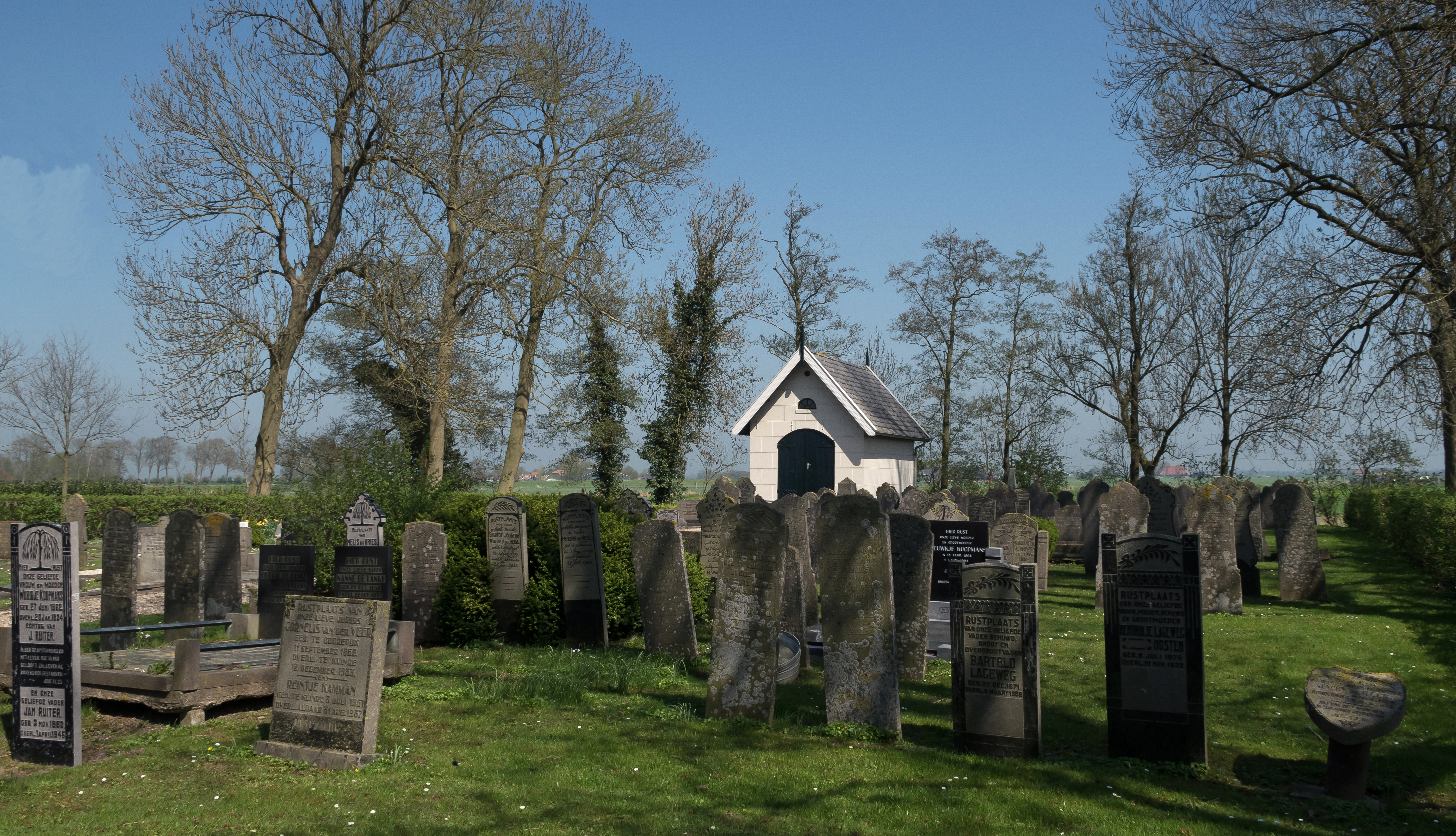
Algemene Begraafplaats (oude deel)
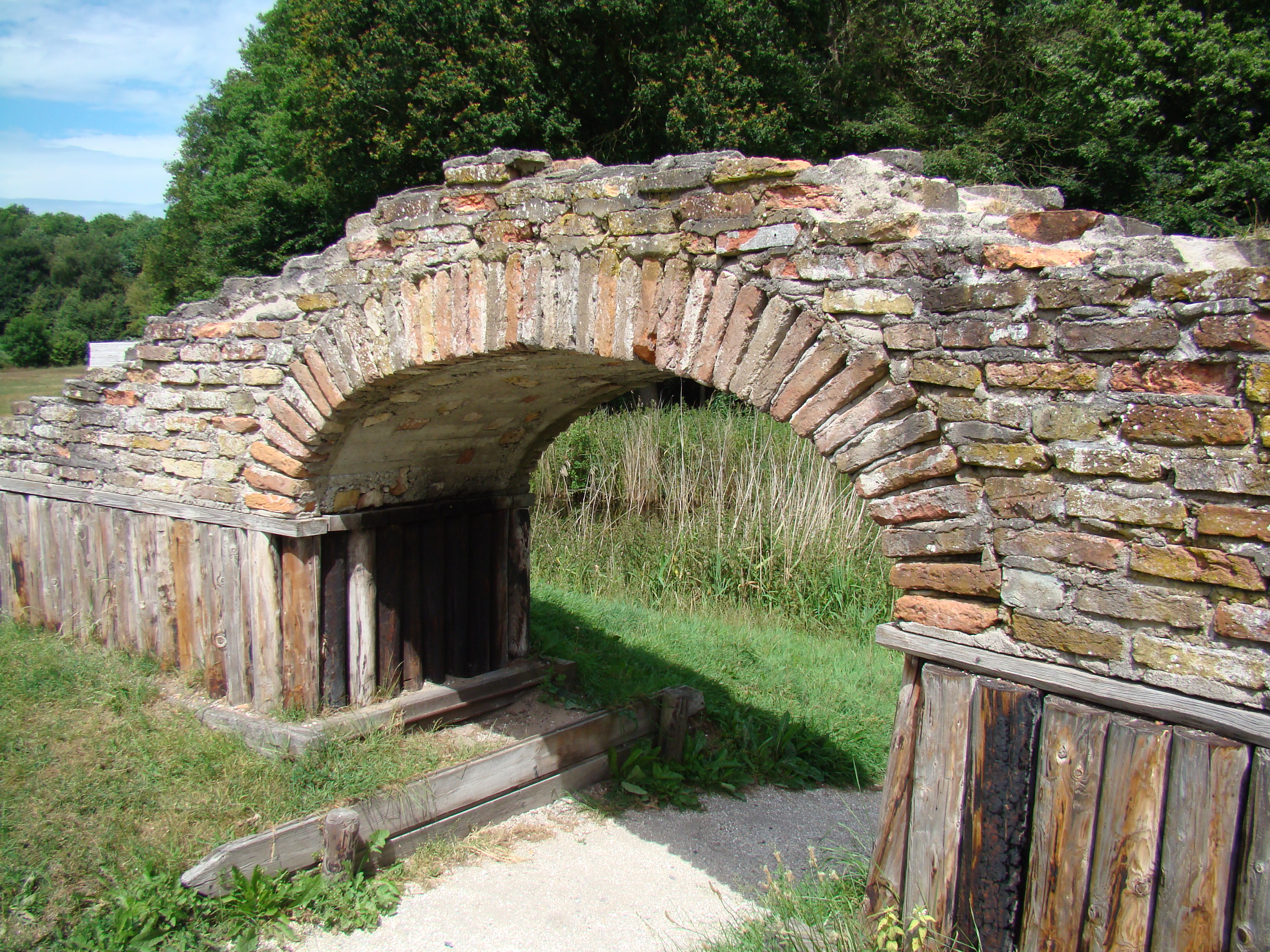
De Kuinderburcht
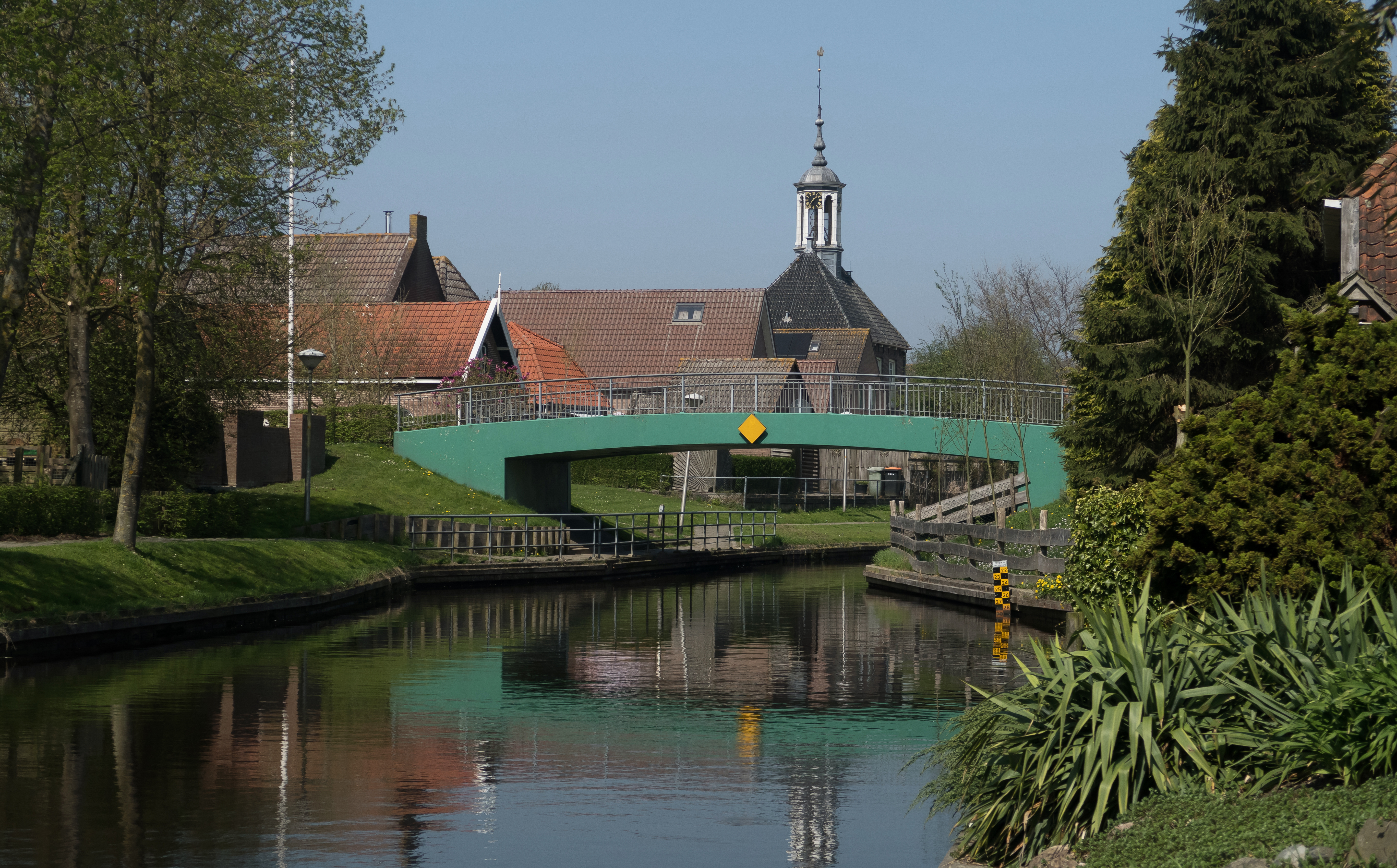
Brug bij de Nieuwstad
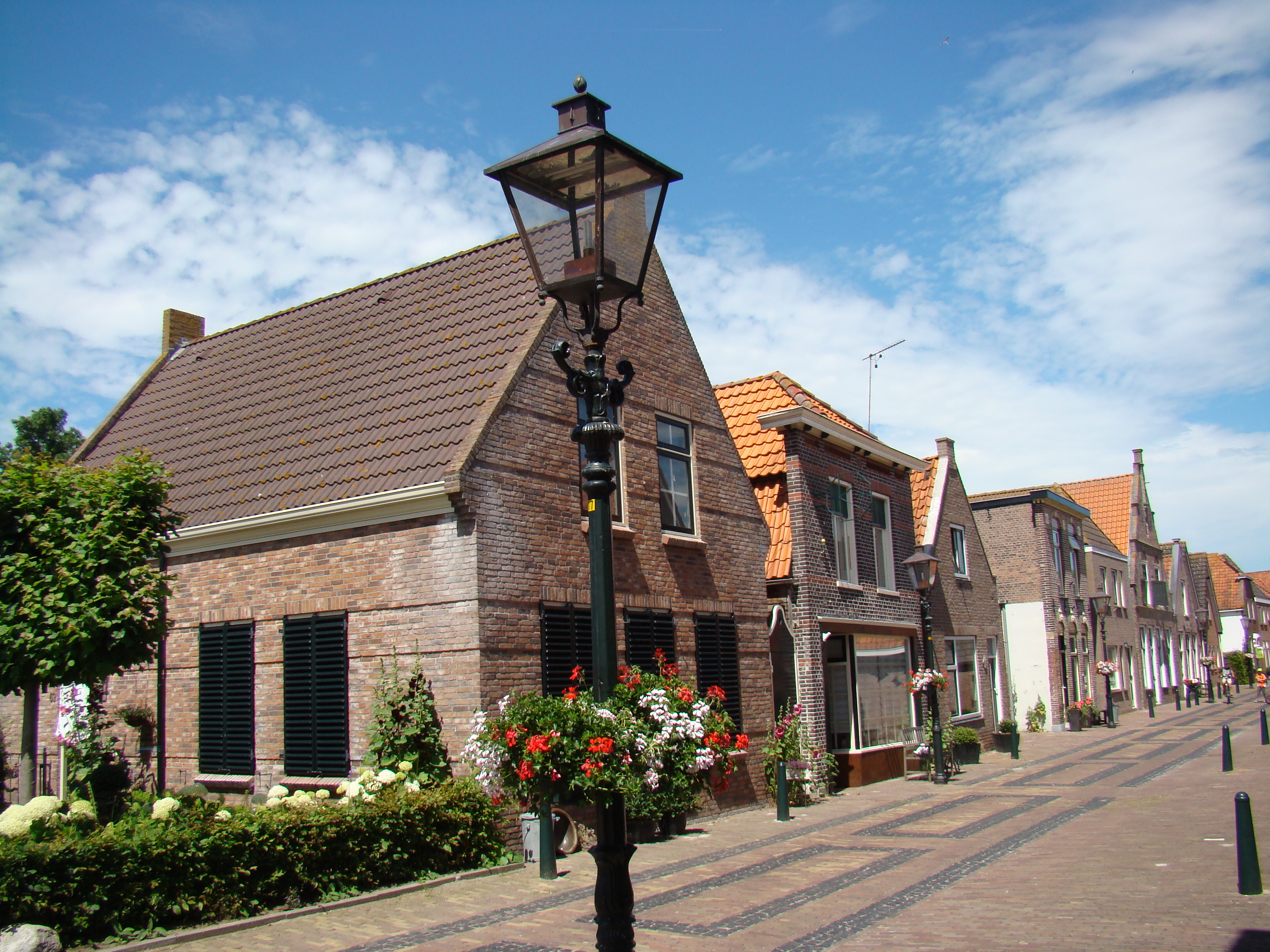
Henric de Cranestraat